# Драгослав Жикић
Драгослав Драган Жикић (Бачина, код Варварина, 1936 – Ниш, 8. април 2013) био је српски глумац.
Основну школу завршио је у родном месту Бачини, а гимназију у Нишу. Глумом је почео да се бави у Драмској секцији Културно-уметничког друштва „Светозар Марковић“ у Нишу где је представе режирао Александар Ђорђевић, који је радио у нишком Народном позоришту. Наставио је у Камерној сцени "М", играјући са Танасијем Узуновићем, Соњом Јауковић и Мидом Стевановићем у авангардним комадима Вилијама Саројана, Сомерсета Мома, Самјуела Бекета, Едварда Олбија и других аутора.
Kаријеру професионалног глумца започиње у сезони 1963/64. У Народном позоришту у Нишу улогом Младића у комаду „Тања“ Алексеја Николајевича Арбузова, премијерно изведеним 20. фебруара 1964. године. Од тада па до пензионисања у Народном позоришту у Нишу са успехом је подарио публици значајне улоге домаће и светске драмске литературе. Као пензионисани глумац одиграо је своју последњу улогу Светозар (Милетић) у представи Виде Огњеновић "Је ли било кнежеве вечере?", 2004. У режији Кокана Младеновића. Играо је и у филмовима и телевизијским серијама. Добитник је великог броја глумачких награда.

## Запаженије улоге
Бернардо (Виљем Шекспир, Хамлет, 1965.), Полицаја (Борисав Станковић, Коштана, 1965.), Семинарист Ракитин (Ф. М. Достојевски, Браћа Карамазови, 1966.), Први агент (Артур Милер, Случај у Вишију, 1966.), Гласник (Жан Ануј, Антигона, 1966.) , Џон (Питер Јустинов, Живот у мојим рукама, 1967.), Инг. Ђура (Радивоје Лола Ђукић, Бог је умро узалуд, 1968.), Џеки, Кука (Бертолд Брехт Опера за три гроша, 1968.), Лућио (Виљем Шекспир, Равном мером, 1969.), Свирац (Вук Вучо, Голоруки, 1969.), Милорад (Бранислав Нушић, Др, 1969.), Здравко (Јанко Веселиновић и Драгомир Брзак, Дидо, 1969.), Дмитар (Борислав Михајловић ‒ Михиз, Краљевић Марко, 1969.), Момак (Вук Вучо, Кула од лобања, 1970.), Младић (Меша Селимовић, Дервиш и смрт, 1970.), Тезеј (Виљем Секспир, Сан летње ноћи, 1970.), Пери (Едвард Олби, Све због баште, 1971.), Пришка (Александар Солжењицин, Одељење за рак, 1971.), Васо Чубриловић (Радосав Дорић, Сарајевски атентат, 1971.), Новодворов (Лав Николајевич Толстој, Васкрсење, 1971.), Јоца Шкокић (Иво Брешан, Представа Хамлет у селу Мрдуша Доња, 1972.), Др Петровић (Бранислав Нушић, Ожалошћена породица, 1972.), Капетан Питер Најлс (Јуџин О'Нил, Повратак, 1972.), Иван Шатов (Ф. М. Достојевски, Зли дуси, 1972.), Питер (Јуџин О'Нил, Прогоњени, 1973.), Пепо (Карло Голдони, Рибарске свађе, 1874.), Иван Петрович Птицин (Ф. М. Достојевски, Идиот, 1974.), Рагби (Жорж Фејдо, Буба у уху, 1975), Свистунов (Николај Васиљевич Гогољ, Ревизор, 1975.), Јован (Борисав Станковић, Јовча, 1975.), Друг Моментаљников (Владимир Мајаковски, Хладан туш, 1976.), Мане, кујунџија (Стеван Сремац, Зона Замфирова, 1976.), Анђелко (Љубомир Симовић, Чудо у Шаргану, 1976.), Селифан (Н. В. Гогољ. Доживљаји Чичикова, 1977.), Чеда Урошевић (Бранислав Нушић, Госпођа министарка, 1977.), Имотски кадија (Милан Огризовић, Хасанагиница, 1977.), Лукач (Мирослав Крлежа, Вучјак, 1978.), Др Силбербрант (Мирослав Крлежа, Господа Глембајеви, 1979.), Фортинбрас (Виљем Шекспир, Хамлет, 1980.), Мита Јовановић – Курјак, обућар (Стеван Сремац, Ивкова слава, 1981.), Анте портас (Велимир Стојановић, Воћни дан, 1982.), Војвода од Бургундије (Виљем Шекспир, Краљ Лир, 1982.), Пера Геније (Зоран Ђорђевић, Вечити студенти, 1982.), Покојни доктор Катић (Душан Ковачевић, Сабирни центар, 19882.), Тола Дачић (Добрица Ћосић, Колубарска битка (IV књига „Време смрти”) , 1983.), Немачки официр (Борислав Пекић, Спасилац (Одбрана и последњи дани), 1984.), Најдан Филиповић (Јодан Плевнеш, Југословенска антитеза, 1985.), Сава оџачар (Душан Ковачевић, Клаустрофобична комедија, 1986.), Кум Света Милосављевић (Александар Поповић, Мрешћење шарана, 1988.), Марио (Алдо Николај, Укокај мога мужа, 1992.), Петар Александрович (Михаил Афанасјеивич Булгаков, Псеће срце, 1992.), Хаџи−Тома (Борисав Станковић, Коштана, 1993.), Дробац (Љубомир Симовић, Путујуће позориште „Шопаловић”, 1997.) и друге

## Награде
- Награда Удружења драмских уметника Србије,
- Неколико награда за глумачка остварења на Сусретима професионалних поозоришта Србије „Јоаким Вујић”,
- Награда ослобођења Ниша,
- Стеријина награда за улогу Хаџи Томе у „Коштани“, 1992.